# 이브자리
이브자리(evezary)는 대한민국의 이불생산 회사이다. 1976년 창업하여 이브자리 브랜드는 1986년 생겼으며, 1997년 이브자리로 상호를 변경했다. 본사는 서울 강남구 삼성동 봉은사역 근처에 있다.